# أبغل (زيلايي)
أبغل (بالفارسية: ابگل) هي قرية تقع في إيران في قسم زیلایی الريفي. يقدر عدد سكانها بـ 73 نسمة بحسب إحصاء 2016.